# Kloster Svatá Hora

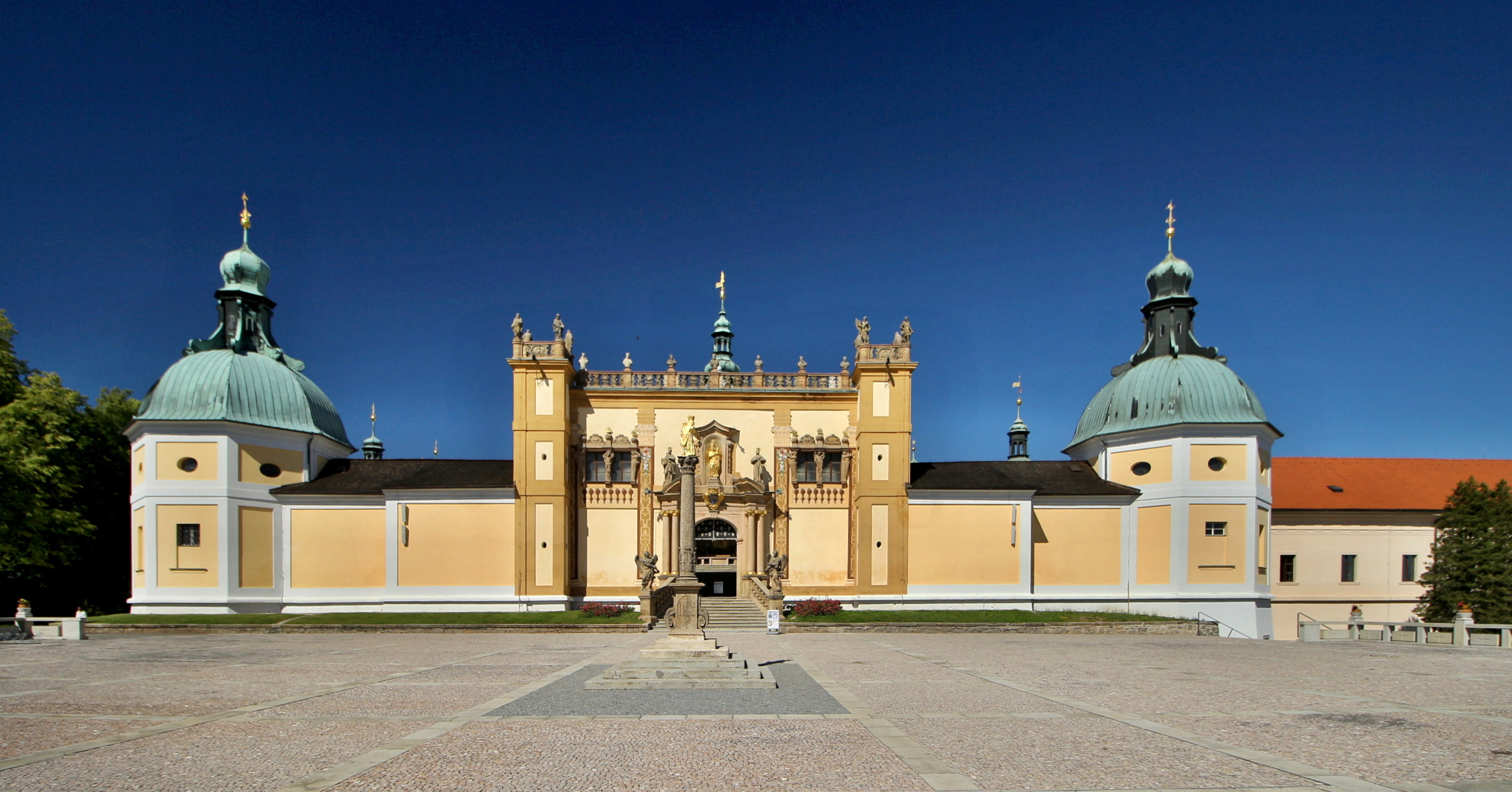
Kloster Svatá Hora

Das Kloster Svatá Hora (deutsch: Kloster Heiliger Berg) ist ein Wallfahrtsort im Okres Příbram, der zum Bistum Leitmeritz in Tschechien gehört. 

## Geschichte
Seit dem 13. Jahrhundert befindet sich dort eine Marienkapelle, die 1348 das bis heute verehrte Marienbildnis des Prager Erzbischofs Ernst von Pardubitz erhielt. Seit dem 17. Jahrhundert ist es ein bedeutender Wallfahrtsort. Die Klosteranlage mit Kreuzgängen, Kapellen und Toren um die Kirche Mariä Himmelfahrt entstand in den Jahren 1658 bis 1709.
Die Kirche und der Kreuzgang der Wallfahrtskirche wurden von den Architekten Carlo Lurago und Kilian Ignaz Dientzenhofer gestaltet. Die Baupläne stammten von den Architekten Lurago, Giovanni Domenico Orsi de Orsini und Paul Ignaz Bayer. Giovanni Battista Passerini senior, Steinmetzmeister und Mitarbeiter Luragos, erbaute 1673 die große Treppe vor der Kapelle, gestaltete die Fassade und zeichnete Altarentwürfe. Der Plastische Schmuck im Kreuzgang stammt vom Johann Brokoff. Die reich ausgestatteten Kirchenräume bieten schöne Stuckarbeiten sowie einen vergoldeten Altar mit einem silbernen Schrein und einer gotischen Madonnenstatue mit Kind.

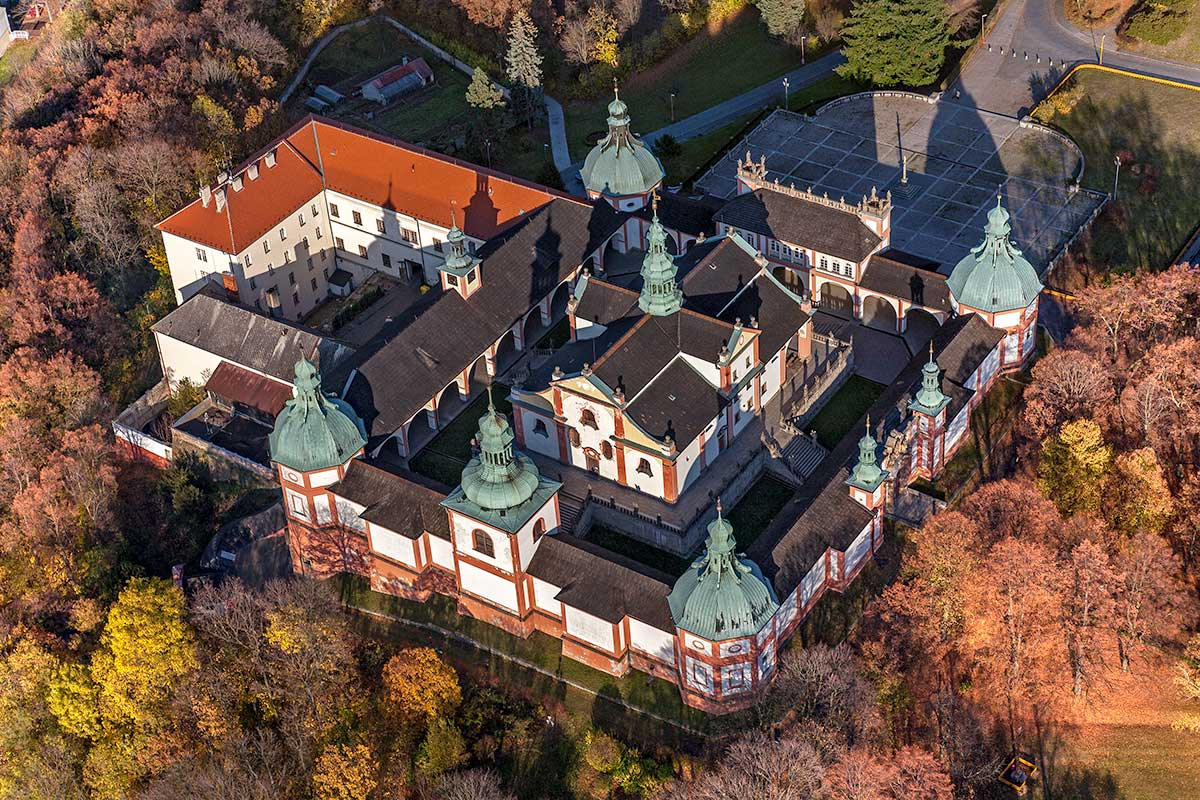
Luftbild

Seit 1861 betreuten Redemptoristen die Wallfahrt, nachdem zuvor Jesuiten und Prager Priester für die Seelsorge zuständig gewesen waren. Nach dem Februarumsturz 1948 wurde das Kloster am 13. April 1950 aufgelöst und erst nach der Samtenen Revolution, am 1. März 1990 wiedereröffnet. Seitdem kommt es wieder zu regelmäßigen Wallfahrten. Auch aus Deutschland kamen, wie schon vor dem Zweiten Weltkrieg, Wallfahrer an diesen Ort. Die Tradition der Fußwallfahrten, wie sie etwa aus dem Bayerischen Wald über Jahrhunderte gepflegt wurden, wurde seit 2007 in Form von Pilgerwanderungen von Kreuzberg bei Freyung zum Kloster Svatá Hora wiederaufgenommen, die jeweils im Mai und September durchgeführt werden. Auf dieser Route verläuft seit 2010 auch der Teilabschnitt 6 des Pilgerweges Via Nova, der in Vilshofen an der Donau von den bestehenden Wegen abzweigt.
Die Krönungswallfahrt am dritten Sonntag nach Pfingsten ist die bedeutendste Wallfahrt. An diesem Tag wird der Krönung Mariens vom 22. Juni 1732 nach päpstlicher Erlaubnis durch Clemens XII. gedacht. Ein weiterer bedeutender Wallfahrtstermin ist der auf Mariä Himmelfahrt folgende Sonntag.

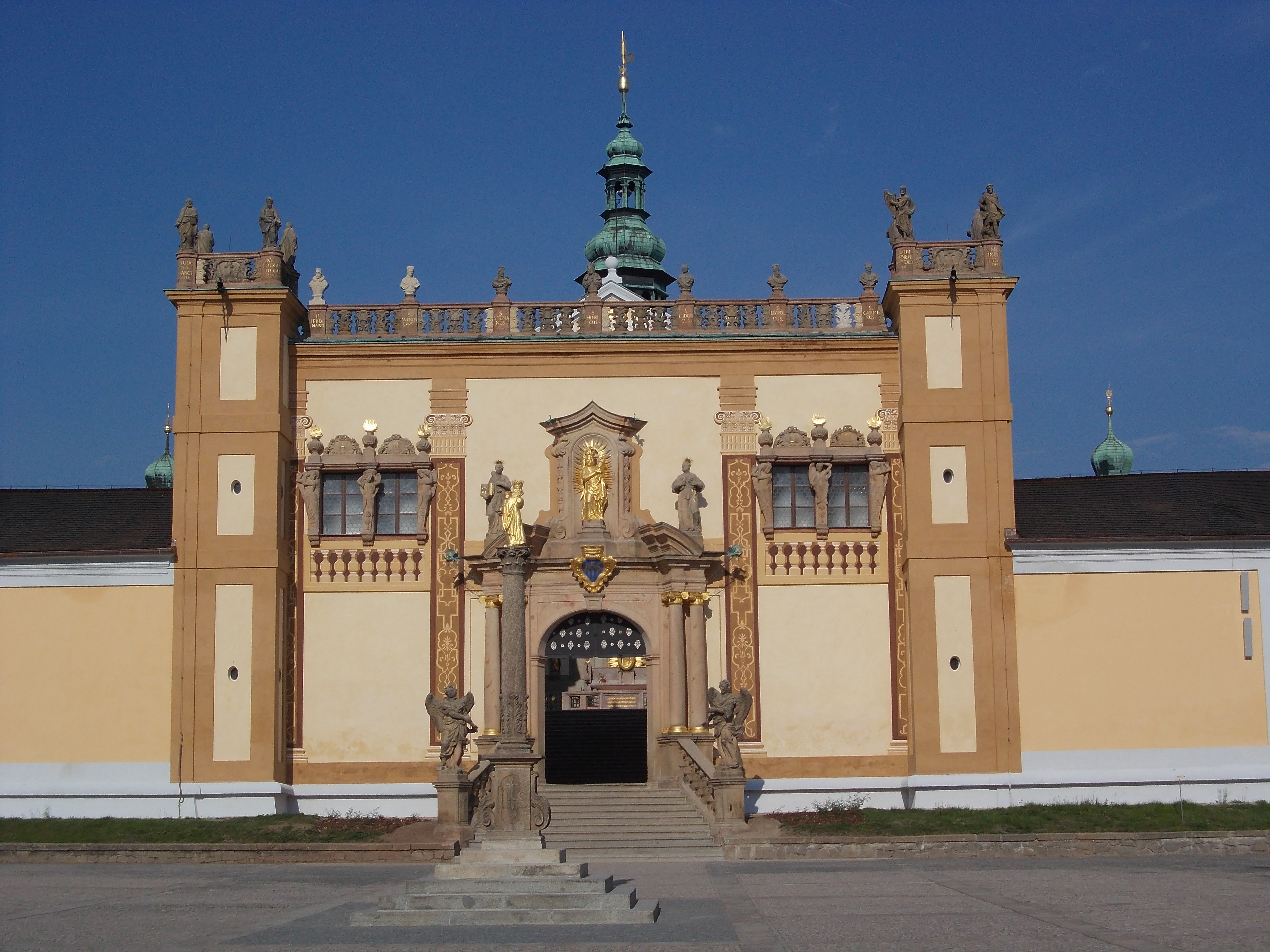
Das Portal nach der Restaurierung (2016)
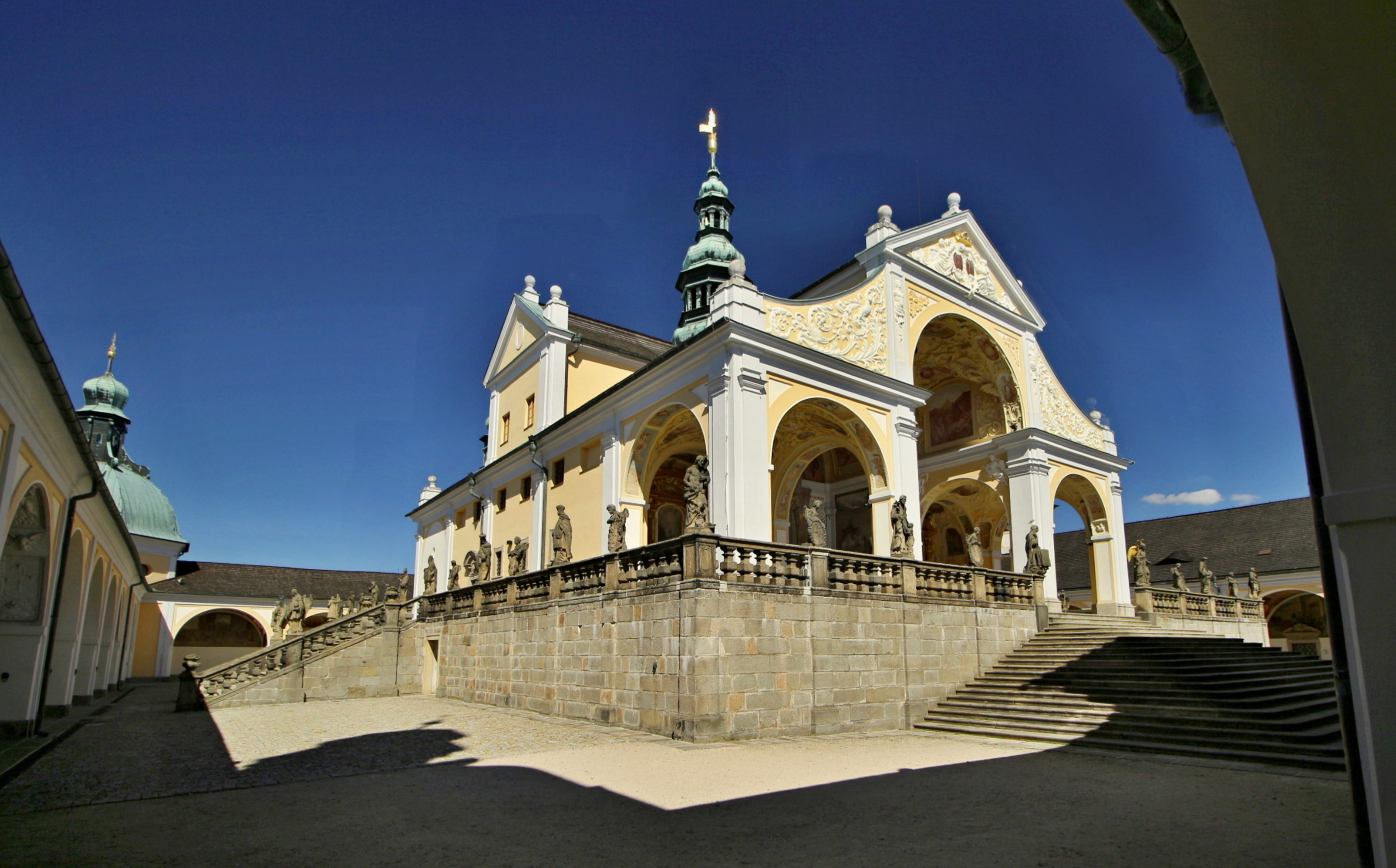
Wallfahrtskirche
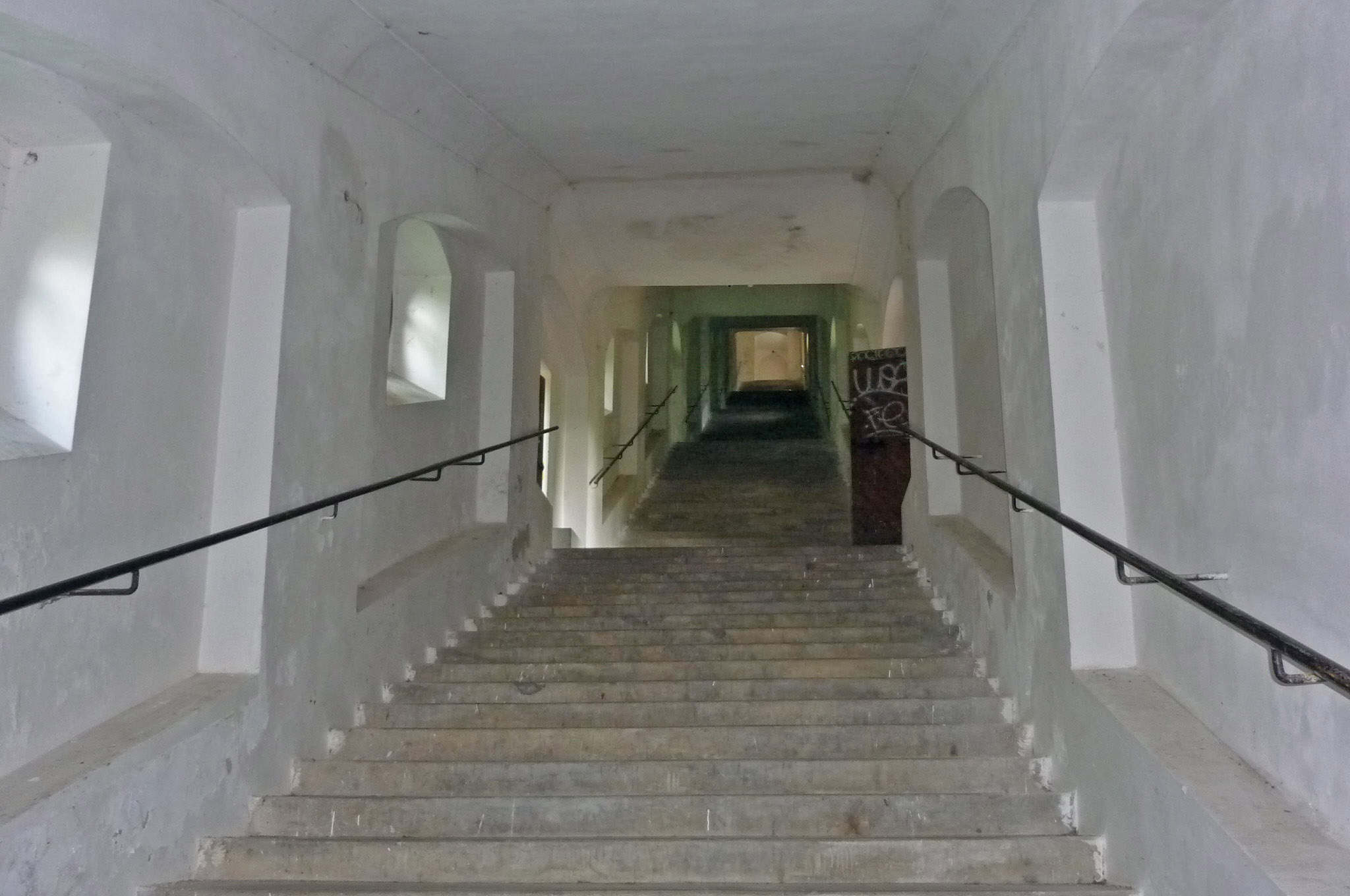
Treppe zur Wallfahrtskirche
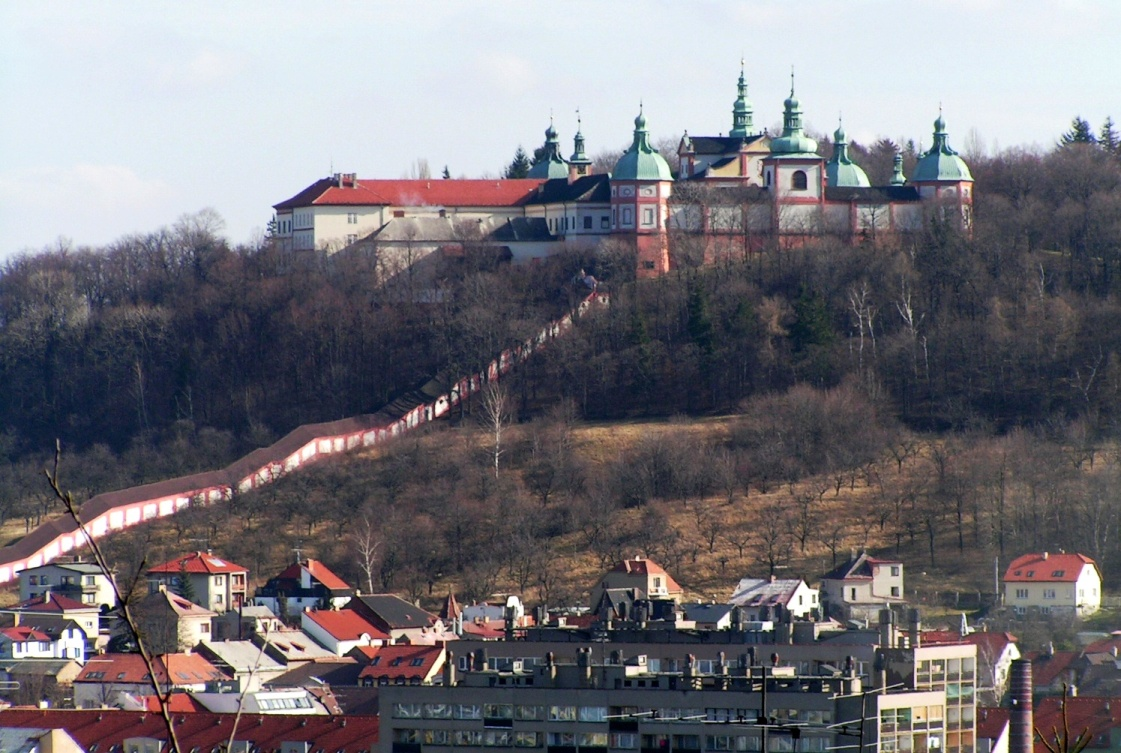
Das Kloster über der Stadt